# Marilyn Horne
Marilyn Horne (Bradford, Pennsylvania 16 de janeiro de 1934) é uma mezzosoprano estadunidense, famosa por seus papéis em óperas de Gioacchino Rossini e de Georg Friedrich Händel. Começou a carreira como soprano lírico, porém, ao decorrer dos anos, passou a cantar papéis para mezzosoprano, nos quais é lembrada. Especializou-se em papéis exigindo vozes volumosas, beleza de tom, e a habilidade de executar fioritura.
Horne nasceu em Bradford, mas se mudou com os pais para Long Beach (Califórnia) quando tinha 11 anos de idade. Estudou canto com William Vennard na University of Southern California School of Music e em master classes com  Lotte Lehmann. 
Horne começou a carreira profissional em 1954, quando dublou Dorothy Dandridge no filme Carmen Jones. Até então, havia trabalhado como "background singer" em vários programas de televisão, como também gravado discos piratas no início da década de 1950. Estreou em ópera em Los Angeles no papel de Hata em The Bartered Bride, com Los Angeles Guild Opera.
Tornou-se famosa ao ser descoberta por Igor Stravinsky. Em 1956, ela canta no festival de Vienna. Horne continua na Europa por três temporadas na ópera de Gelsenkirchen.

## Repertório
- Giuseppe Verdi
  - Il trovatore (Azucena)
  - Don Carlos (Eboli)
  - Aida (Amneris)
- Giacomo Puccini
  - La bohème (Mimì, Musetta)
  - La fanciulla del West (Minnie)
  - Suor Angelica (La zia principessa)
- Vincenzo Bellini
  - I Capuleti e i Montecchi (Giulietta, Romeo)
  - Norma (Adalgisa)
  - Beatrice di Tenda (Agnese)
- Gaetano Donizetti
  - Lucrezia Borgia (Maffio)
  - Anna Bolena (Giovanna)
- Gioachino Rossini
  - Il barbiere di Siviglia (Rosina)
  - L'Italiana in Algeri (Isabella)
  - Semiramide (Arsace)
  - Tancredi (Tancredi)
  - L'assedio di Corinto (Neocle)
  - Bianca e Falliero (Falliero)
  - Ermione (Andromaca)
- Georges Bizet
  - Carmen (Carmen)
- Amilcare Ponchielli
  - La Gioconda (Laura)
- Antonio Vivaldi
  - Orlando furioso (Orlando)
- Georg Friedrich Haendel
  - Rinaldo (Almirena, Rinaldo)
  - Giulio Cesare in Egitto (Cornelia)
  - Orlando (Orlando)
- Ambroise Thomas
  - Mignon (Mignon)
- Albert Roussel
  - Padmavati (Padmavati)
- Alban Berg
  - Wozzeck (Marie)
- Jules Massenet
  - La Navarraise (Anita)
- Giacomo Meyerbeer
  - Le prophète (Fidés)
- Ruggero Leoncavallo
  - Pagliacci (Nedda)
- Hector Berlioz
  - Les Troyens (Cassandre)
  - La damnation de Faust (Marguerite)
- Wolfgang Amadeus Mozart
  - Don Giovanni (Zerlina)
- Christoph Willibald Gluck
  - Iphigénie en Tauride (Iphigenie)

## Discografia
- Bellini: Norma (Sutherland, J.Alexander, Cross; Bonynge, 1964) Decca
- Bernstein: West Side Story (Te Kanawa, Troyanos, Carreras; Bernstein, 1984) Deutsche Grammophon
- Bizet: Carmen (Maliponte, McCracken, Krause; Bernstein, 1972) Deutsche Grammophon
- Donizetti: Anna Bolena (Souliotis, J.Alexander, Ghiaurov; Varviso, 1968-69) Decca
- Donizetti: Lucrezia Borgia (Sutherland, Aragall, Wixell; Bonynge, 1977) Decca
- Gluck: Orfeo ed Euridice (Lorangar, Donath; Solti, 1970) Decca
- Handel: Semele (Battle, Ramey; Nelson, 1990) Deutsche Grammophon
- Massenet: La navarraise (Domingo, Milnes, Zaccaria; Lewis, 1975) RCA
- Meyerbeer: Le prophète (Scotto, McCracken, Hines; Lewis, c1976) Sony
- Mozart: Don Giovanni (Sutherland, Lorengar, Krenn, Bacquier, Gramm; Bonynge, 1968) Decca
- Ponchielli: La Gioconda (Tebaldi, Dominguez, Bergonzi, Merrill; Gardelli, 1967) Decca
- Puccini: Suor Angelica (Scotto, Cotrubas; Maazel, 1976) Sony
- Rossini: Il barbiere di Siviglia (Barbacini, Nucci, Dara, Ramey; R.Chailly, 1982) Sony
- Rossini: Bianca e Falliero (Ricciarelli, Merritt; Renzetti, 1986) [live] Fonit Cetra
- Rossini: L'italiana in Algeri (Battle, Ramey; Scimone, 1980) Erato
- Rossini: Semiramide (Sutherland, Rouleau; Bonynge, 1965-66) Decca
- Rossini: Tancredi (Cuberli, Zaccaria; Weikert, 1982) Sony
- Roussel: Padmâvatî (Gedda, van Dam; Plasson, 1982-83) EMI
- Thomas: Mignon (Welting, von Stade, Vanzo, Zaccaria; de Almeida, 1977) Sony
- Verdi: Falstaff (Sweet, Lopardo, Panerai, Titus; C.Davis, 1991) RCA
- Verdi: Requiem (Sutherland, Horne, Pavarotti, Talvela; Solti, 1967) Decca
- Verdi: Il trovatore (Sutherland, Pavarotti, Wixell, Ghiaurov; Bonynge, 1976) Decca
- Vivaldi: Orlando furioso (de los Ángeles, Valentini Terrani; Scimone, 1977) Erato

## Videografia
- Corigliano: The Ghosts of Versailles (Stratas, Fleming; Levine, Graham, 1992) [ao vivo] Deutsche Grammophon
- Rossini: L'italiana in Algeri (M.Merritt, Ahlstedt; Levine, Ponnelle, 1986) [ao vivo] Deutsche Grammophon
- Rossini: Semiramide (Anderson, Ramey; Conlon, Copley, 1990) [ao vivo] Kultur
- Verdi: Falstaff (Freni, Bonney, Lopardo, Plishka; Levine, Zeffirelli, 1992) [ao vivo] Deutsche Grammophon
- Vivaldi: Orlando furioso (Behr, Pizzi, 1989) [ao vivo] Kultur

## Livros
- Marilyn Horne: The Song Continues de Marilyn Horne e Jane Scovell | Baskerville Publishers; ISBN 1880909715
- Marilyn Horne: My Life de Marilyn Horne e Jane Scovell |  Atheneum Books; ISBN 068911401X